# RMS Olympic
RMS Olympic (w okresie pierwszej wojny światowej także HMT Olympic) – brytyjski parowy statek pasażerski, jeden z trzech statków typu Olympic, do którego należał również „Titanic” (zatonął w słynnym zderzeniu z górą lodową) oraz „Britannic” (przekształcony później w statek szpitalny). W przeciwieństwie do dwóch siostrzanych liniowców miał długą i udaną karierę na szlaku północnoatlantyckim, trwającą od 1911 do 1935 roku.

## Historia
„Olympic” został zbudowany w stoczni Harland and Wolff w Belfaście w Irlandii Północnej, a zwodowany 20 października 1910 roku. Był pierwszym z trzech liniowców typu Olympic, które White Star Line zamówiła w irlandzkiej stoczni jako odpowiedź na największe, najszybsze i najbardziej luksusowe statki świata linii Cunard – „Mauretanię” i „Lusitanię”. Tonaż nowego statku White Star Line wynosił 45 324 ton, kadłub mierzył 269 metrów długości, a parowe maszyny zdolne były do rozpędzenia tej jednostki do prędkości ponad 22 węzłów.
Był uznawany za największy statek świata. Na kilkanaście dni stracił tytuł największego na rzecz „Titanica” (nieznaczna różnica wyporności była trikiem reklamowym armatora, aby po raz drugi ogłosić, że zbudowano największy statek na świecie). Stracił tytuł w roku 1913, gdy do eksploatacji wszedł niemiecki transatlantyk „Imperator” (po I wojnie światowej pływał we flocie Cunarda jako Berengaria) o pojemności ponad 53.000 BRT. Olympic ustępował transatlantykom „Lusitania” i „Mauretania” Cunarda pod względem prędkości, co było wynikiem zastosowanego napędu. Były to statki czterośrubowe, napędzane dającymi większe prędkości turbinami parowymi, natomiast „Olympic” miał trzy śruby napędowe: dwie zewnętrzne napędzane klasycznymi, tłokowymi silnikami parowymi Watta (których stosowanie na wielkich statkach pasażerskich dobiegało już końca), a środkową napędzaną turbiną na parę odlotową i pracującą tylko przy biegu naprzód.
Jednym z wydarzeń rzucających cień na karierę statku, było zderzenie w 1911 roku z brytyjskim krążownikiem HMS „Hawke”. Po kolizji, która uszkodziła dwa przedziały wodoszczelne statek został odholowany do Belfastu w celu naprawy. Kapitanem „Olympica” podczas tego rejsu był Edward J. Smith, a starszym oficerem – Henry T. Wilde. Obaj zginęli w kwietniu 1912 roku, niecały rok po tym wydarzeniu w katastrofie siostrzanego „Titanica”. Jedna ze stewardes (Violet Jessop) przeżyła zarówno kolizję „Olympica” z HMS „Hawke”, jak również katastrofę „Titanica”, a także zatonięcie „Britannica” w 1916 roku.
W 1913 roku „Olympic” został przebudowany w następstwie katastrofy „Titanica”, która spowodowała wątpliwości co do jakości i bezpieczeństwa statku. Zainstalowano więcej łodzi ratunkowych oraz zbudowano podwójne dno, mające uchronić statek przed podzieleniem losu siostrzanej jednostki.

### I wojna światowa
W 1915 roku, na czas I wojny światowej „Olympic” został przekształcony w transportowiec wojska. Chlubą załogi było staranowanie i zatopienie niemieckiego U-Boota U-103 12 maja 1918 roku, po nieskutecznym ataku torpedowym. Nie wszystkim ten wyczyn się spodobał. Były opinie, że załoga ”Olympica” powinna była uciec od zagrożenia, nie ryzykując życia tysięcy osób znajdujących się w tamtym momencie na jej pokładzie. Po zakończeniu wojny w poszyciu statku odkryto dziurę spowodowaną uderzeniem torpedy, która nie wybuchła.

### Po wojnie
Na pasażerski szlak transatlantycki powrócił w 1920 roku. Na początku 1934 roku został przetransferowany do konsorcjum Cunard – White Star. Wkrótce później, nocą 15 maja w gęstej mgle przeciął na pół i zatopił amerykański latarniowiec „Nantucket” nr 117, powodując śmierć 7 z 11 członków załogi (4 osoby zginęły na miejscu, a 3 rozbitków zmarło później z powodu ran).

Po tym wydarzeniu, w 1935 roku „Olympic” został wycofany z obsługi pasażerskiej i przeznaczony na złom. Niektóre elementy dekoracyjne z transatlantyku trafiły do hoteli np. White Swan w Alnwick i pubów, w większości w Londynie. Część dekoracji (panele ścienne, żyrandole) została następnie odzyskana. Przy ich pomocy restaurację z „Olympica” (identyczną z restauracją z „Titanica”) odtworzono, w zmniejszonej nieco wersji, na statku wycieczkowym Celebrity Millenium zbudowanym przez armatora Celebrity Cruises w 2000 roku.

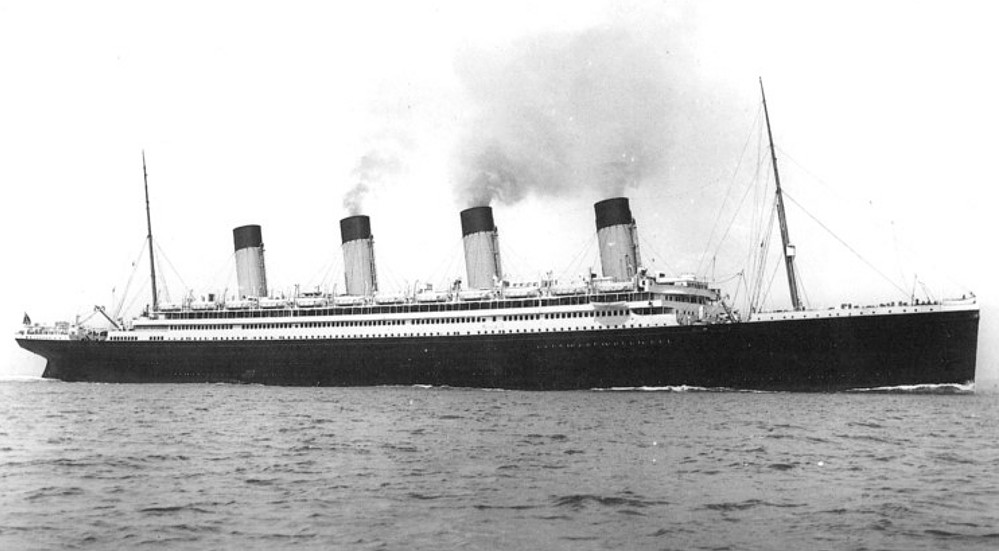
Olympic po remoncie z powodu katastrofy „Titanica”, ze zwiększoną liczbą łodzi ratunkowych
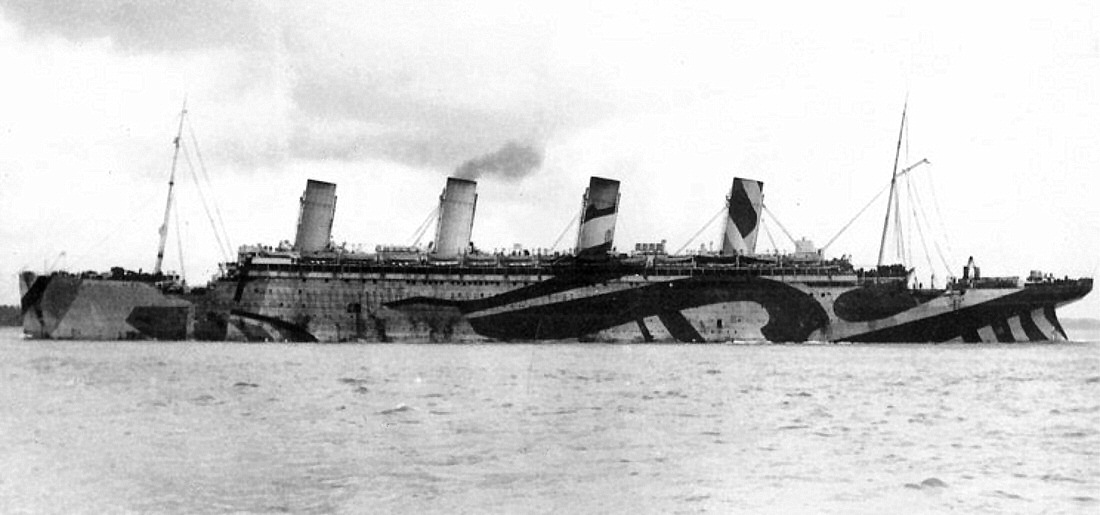
Olympic jako statek wojskowy